# Government College of Art & Craft
Le Government College of Art & Craft (en français Collège du gouvernement d'art et d'artisanat), situé à Calcutta, est l'un des plus anciens collèges d'art de l'Inde. Il a été fondé le 16 août 1854 à Garanhata, Chitpur , « dans le but de créer une institution pour l'enseignement à la jeunesse de toutes les classes, de l'art industriel fondé sur des méthodes scientifiques ». comme l'école d'art industriel. L'institut a ensuite été rebaptisé École d'art du gouvernement et, en 1951, il est devenu le Collège d'art et d'artisanat du gouvernement.

## Histoire

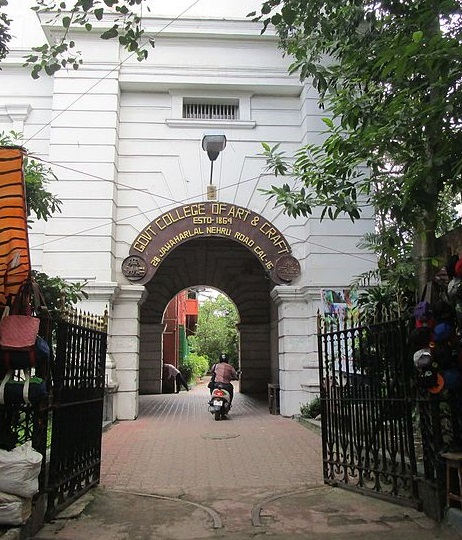
Entrée de l'établissement en 2013.

### Fondation
L'école a ouvert ses portes le 16 août 1854 à Garanhata en tant qu'école d'art privée. L'école a été transférée à l'édifice de Mutty Lall Seal (en) à Colootola en novembre 1854. En 1859, Garick a été nommé chef d'établissement. En 1864, il est repris par le gouvernement et le 29 juin 1864, Henry Hover Locke le rejoint et en devient le principal. Elle est rebaptisée École d'art du gouvernement et Locke y a élaboré un programme d’études complet. Le lieu de l'école a été déplacé au 166, rue Bowbazar dans les années 1880.
Après la mort de Locke le 25 décembre 1885, M. Schaumburg devint le nouveau principal. Un nouveau poste de directeur adjoint a été créé et le 29 janvier 1886, qui est occupé par un artiste italien, O. Ghilardi. En février 1892, l'institut est transféré sur son site actuel, adjacent au Musée indien. Après la mort de son directeur, Ernest Binfield Havell (en) rejoint l'école en qualité de directeur le 6 juillet 1896.

### Havell, Brown et Abanindranath
Ernest Binfield Havel est le directeur de 1896 à 1905. Il tente de réformer l'enseignement pour mettre en valeur les traditions indiennes. Percy Brown (en) succède à Abanîndranâth Tagore, principal officiant, le 12 janvier 1909. Il reste en poste jusqu'en 1927. Du 15 août 1905 à 1915, Abanindranath Tagore devient le vice-principal du collège, et travaille à l'élaboration d'un style indien d'art, qui donne naissance à l'École du Bengale, un mouvement qui est poursuivi au Kala Bhavan (en) de Shantiniketan.

### Mukul Dey en tant que principal
Le 11 juillet 1928, Mukul Dey devint le premier directeur indien. En octobre 1931, il commence son magazine trimestriel, Notre Magazine, qui publie les reproductions des travaux de ses étudiants et de la faculté. Mukul Dey est en poste jusqu'en 1943.

### Chintamoni Kar en tant que principal
Pendant une longue période dans les années 1960 et 1970, l'institution est dirigée par Chintamoni Kar (en), qui est nommé directeur le 1er août 1956.

## Élèves notables
- Zainul Abedin, peintre indien
- Lain Singh Bangdel (en), historien de l'art népalais
- Suddhasattwa Basu (en), peintre indien
- Sukanta Basu (en), peintre indien
- Pulak Biswas (en), illustrateur indien
- Nandalal Bose, peintre indien
- Jayasri Burman (en), peintre et graveur indien
- Samir Chanda (en), directeur artistique indien
- Jogen Chowdhury (en), peintre indien
- Biman Bihari Das (en), sculpteur indien
- Haren Das, graveur indien
- Sunil Das (en), peintre indien
- Biren De (en), peintre indien
- Sanatan Dinda (en), peintre indien
- Anil Kumar Dutta (en), peintre indien
- Asit Kumar Haldar (en), peintre indien
- Quamrul Hassan, artiste bangladais
- Somnath Hore, graveur et sculpteur indien
- Mohammad Kibria (en), artiste bangladais
- Shanu Lahiri (en), artiste indien
- Altaf Mahmud (en), musicien bangladais
- Paresh Maity (en), peintre indien
- Hemen Majumdar (en), peintre indien
- Ananta Mandal (en), peintre indien
- Chittrovanu Mazumdar, peintre indien
- Pravin Mishra (en), réalisateur et peintre indien
- Hiran Mitra (en), artiste indien
- Rabin Mondal (en), peintre indien
- Samir Mondal (en), peintre indien
- Mustafa Monwar (en), artiste bangladais
- Sailoz Mookherjea (en), peintre indien
- Ganesh Pyne (en), peintre indien
- Sarbari Roy Choudhury (en), peintre indien
- Jamini Roy, peintre indien
- Nitish Roy (en), réalisateur indien
- Sudip Roy (en), artiste indien
- B. C. Sanyal (en), peintre et sculpteur indien
- Nikhil Baran Sengupta (en) directeur artistique et peintre indien
- Abanîndranâth Tagore, peintre et écrivain indien
- Rajen Tarafdar (en), réalisateur indien
- K. Venkatappa (en), peintre et sculpteur indien
- Dina Nath Walli (en), peintre et poète indien